# Restio filicaulis
Restio filicaulis är en gräsväxtart som beskrevs av Neville Stuart Pillans. Restio filicaulis ingår i släktet Restio och familjen Restionaceae. Inga underarter finns listade i Catalogue of Life.